# Paolo Nelli
Paolo Nelli (1968) è uno scrittore italiano.

## Biografia
Nato in Brianza, vive a Londra dove insegna al King's College London.

## Opere
- Tributo alla maschera, 1996, vincitore del Premio Pickwick (racconto)
- La fabbrica di paraurti, DeriveApprodi, 1999
- Justin, Portofranco, 2001
- Dialogo sull'amore?, Sironi, 2002
- Mio marito Francesca, Sironi, 2004, finalista al Premio Chiara (racconti)
- Il naufragio della Querina, Nutrimenti, 2007
- Golden Boot, Fazi, 2012
- Trattato di economia affettiva, La nave di Teseo, 2018